# Sarcoma granulocítico
El sarcoma granulocítico (también denominado cloroma, sarcoma mieloide o tumor mieloide extramedular) es un tumor localizado poco común, compuesto de células granulocíticas inmaduras. Generalmente
se presenta en pacientes con leucemia mieloide aguda, síndromes mielodisplásicos o leucemia mieloide crónica. Puede ocurrir en cualquier localización anatómica. 
- Datos: Q3680952
- Multimedia: Myeloid sarcoma / Q3680952